# Tlalocomyia pachecolunai
Tlalocomyia pachecolunai är en tvåvingeart som först beskrevs av Leon 1945.  Tlalocomyia pachecolunai ingår i släktet Tlalocomyia och familjen knott. Inga underarter finns listade i Catalogue of Life.